# بيل بروكس
بيل بروكس (بالإنجليزية: Bill Brooks)‏ هو لاعب كرة قدم أمريكية أمريكي، ولد في 6 أبريل 1964 في بوسطن في الولايات المتحدة.

## وصلات خارجية
- بيل بروكس على موقع IMDb (الإنجليزية)

- بيل بروكس على موقع مرجع كرة القدم المحترفة.كوم (الإنجليزية)